# Аппенцелльські війни

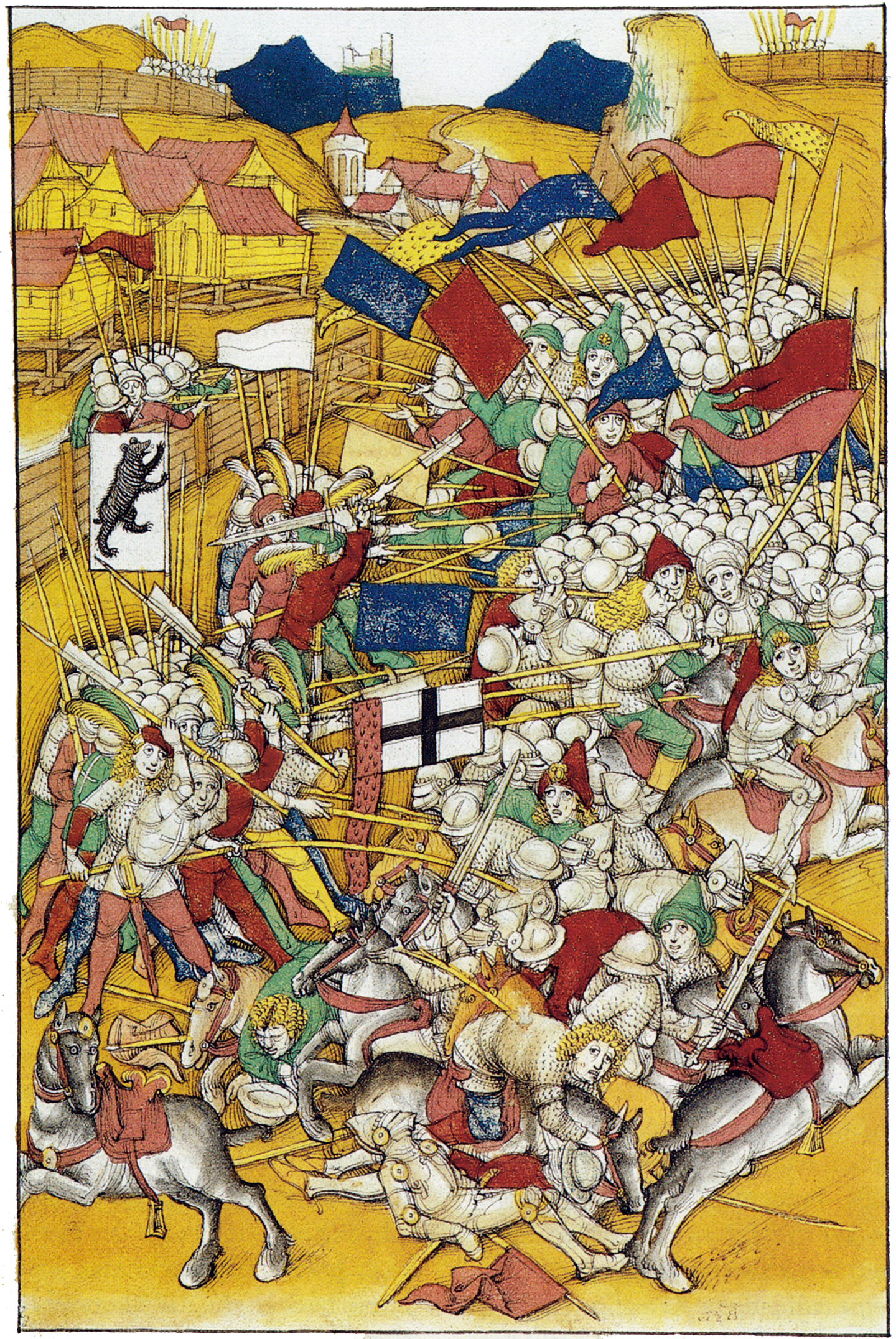
Битва при Фьоґелінзегґу, 15 травня 1403 р. Ілюстрація в «Spiezer Chronik»

Аппенцелльські війни (нім. Appenzeller Kriege) — серія конфліктів, які тривали з 1401 по 1429 рік у регіоні Аппенцелль на території сучасної Швейцарії. Війни складалися з повстань кооперативних груп, таких як фермери Аппенцелля чи ремісники міста Санкт-Галлен, проти традиційної середньовічної структури влади, представленої домом Габсбургів і князем-ігуменом абатства Святого Галла.
Конфлікт був одним із низки народних повстань у Європі пізнього середньовіччя. Це призвело до більшої автономії Аппенцелля та його асоціації зі Старою швейцарською конфедерацією, членом якої він став (кантоном) у 1513 році.

## Фон

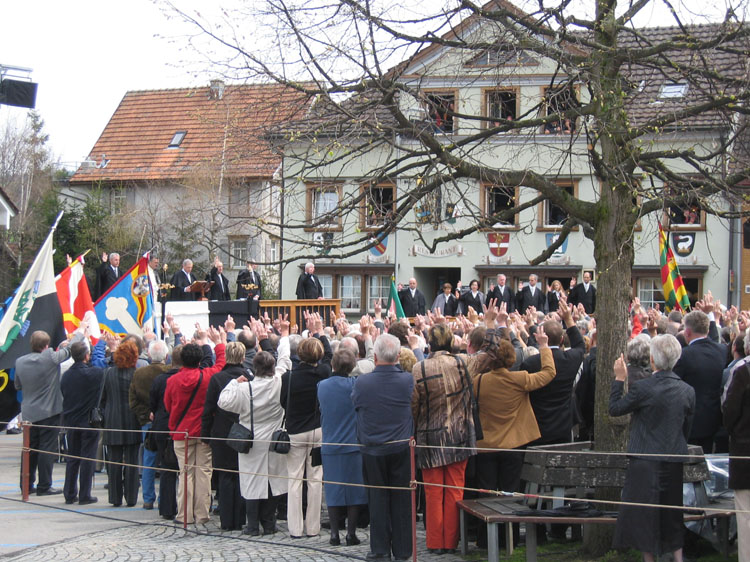
Landsgemeinde в Аппенцеллі, 2005. Пряме представництво Landsgemeinde конфліктувало з автократичним урядом абатства та Габсбургів

Аппенцелль (назва від лат. abbatis cella, що означає «келія (чи маєток) абата») перебував під особистим контролем абата Св. Галла. У той час як князь-абат призначав агентів або судових приставів, громадами в Аппенцеллі керувала рада, призначена Landsgemeinde, у якій кожен громадянин міг голосувати. Успіх Швейцарської конфедерації з подібними Landsgemeinden проти аристократичних Габсбургів спонукав громадян Аппенцелля розглянути можливість відмовитися від агентів абата. До 1360-х років конфлікти навколо мортмайну, податків і десятини викликали занепокоєння обох сторін. І абат, і Аппенцелль хотіли захистити свої права й інтереси, приєднавшись до нової Швабської ліги міст. Аппенцелль прийняли до Ліги в 1377 році за умови підпорядкування міст Санкт-Галлен і Констанц.
У 1379 році Куно фон Штоффельн став князем-абатом Санкт-Галла. Незабаром він досяг угоди з Аппенцеллем, який спочатку відмовився виплачувати йому данину, і містом Санкт-Галлен. У 1392 році Куно, чиє правління ставало все більш авторитарним, уклав союз із Австрійським герцогством, який було відновлено в 1402 році. У відповідь на це в 1401 році Аппенцелль уклав союз з містом Санкт-Галлен для захисту своїх прав і свобод.

## Спалах
Після конфліктів, що наростали між аппенцеллерами та агентами абата, включно з приставом Аппенцелля, який вимагав викопати тіло мертвого, оскільки він хотів отримати одяг чоловіка, аппенцеллери запланували повстання. У певний день по всій ігуменській землі вони напали на приставів і вигнали їх із краю. Після невдалих переговорів Аппенцелль і Санкт-Галлен уклали договір. Договір між Санкт-Галленом і Аппенцеллем ознаменував розрив між абатом і його маєтками. Можливо, побоюючись Габсбургів, у 1402 році Ліга вигнала Аппенцелля. У тому ж році Санкт-Галлен досяг угоди з абатом, і Аппенцелль більше не міг розраховувати на підтримку Санкт-Галлена. 
Аппенцелль оголосив, що готовий виступити проти абата, і в 1403 році уклав союз із кантоном Швіц, членом Старої швейцарської конфедерації, яка перемогла австрійців у попередньому столітті. Гларус надав меншу підтримку, але дозволив будь-якому громадянину, який бажав підтримати Аппенцелля, зробити це. У відповідь Ліга зібрала армію та рушила до Санкт-Галлена, а потім попрямувала до Аппенцелля. У травні 1403 року війська абата та Ліги рушили до Трогена. 15 травня 1403 року вони увійшли до перевалу Шпайхер і біля села Фьоґелінзеґґ зустрілися з армією Аппенцелля. Невеликі сили приблизно з 80 аппенцеллерів почали атаку з пагорба над долиною, близько 300 солдатів зі Швіцу та 200 з Гларусу рухалися по флангах армії. Коли кавалерія Ліги кинулася на пагорб, вона зустріла 2000 аппенцеллерів і була змушена відступити. Під час відступу армією Аппенцелля було вбито близько 600 вершників і багато з 5000 піхотинців. Ліга підписала перемир'я з Аппенцеллем в Арбоні, але мир був недовгим.

## Хід воєн

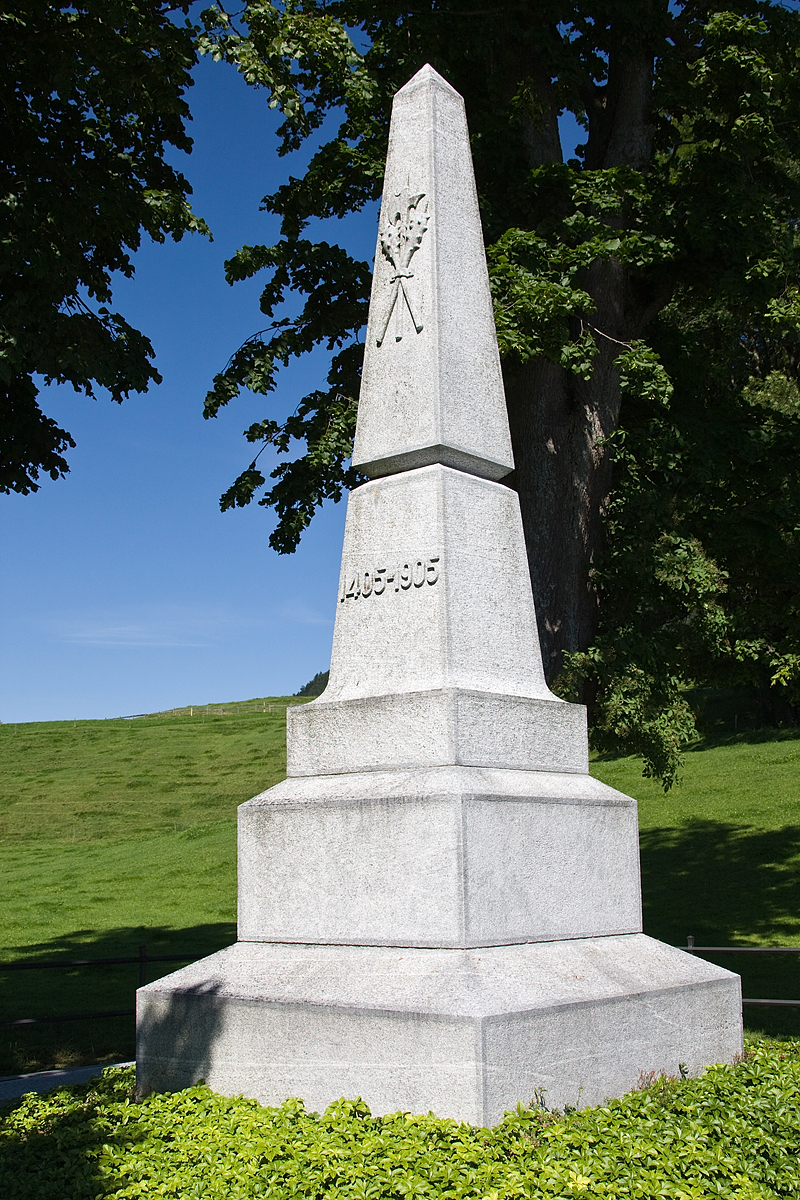
Меморіал на місці битви на Штосському перевалі 1405 року

Аппенцелль продовжував свої вторгнення в землі абата в долині Рейну та навколо Боденського озера. Крім того, протягом наступних двох років міста Санкт-Галлен і Аппенцелль зблизилися, що призвело до втручання Фрідріха IV, герцога Австрійського, на підтримку абата. Він надав абату дві австрійські армії для наступу на Аппенцелль. 17 червня 1405 року основна армія рушила до перевалу Штосс на кордоні Аппенцелля і там зустрілася з армією Аппенцелля. Після жорстокого бою австрійська армія була змушена відступити. Історія про те, що австрійці відступили, коли побачили другу армію аппенцеллерів, якою насправді були жінки з Аппенцелля, які прийшли допомогти своїм чоловікам і братам, з'являється лише в пізніших джерелах і не вважається точною.
Після перемоги під Аппенцеллем на перевалі Штосс вони уклали союз з містом Санкт-Галлен, яке було відоме як Bund ob dem See («союз через озеро», маючи на увазі сусіднє Боденське озеро). Створення Bund похитнули основи австрійської влади в районі Боденського озера. До 1406 року вони взяли понад 60 замків і знищили 30. Під час експансії Аппенцелль навіть захопив абата Санкт-Галла, і у відповідь вони були відлучені від церкви єпископом Констанцу.
Однак поки Bund розширився, австрійці використали мир, щоб відновити свою силу. 11 вересня 1406 року асоціація дворян утворила лицарський орден, відомий як «Орден Георгіївського щита», щоб протистояти повсталим простолюдинам Bund. Орден обложив Bund місто Брегенц у 1407 році. 13 січня 1408 Bund війська виступили проти Ордену та австрійських військ за місто. Напад був катастрофою для Bund, коли їхні війська було розгромлено та відкинуто від стін. Після поразки Аппенцелль не зміг утримати Bund разом. Місто Санкт-Галлен і кантон Швіц відплатили австрійцям, щоб уникнути нападу, а Bund було розпущено королем Рупрехтом 4 квітня 1408 року.
Згідно з мирним договором, абат відмовився від власності на Аппенцелль, але все ще мав певні податки. Однак лише в 1410 році в цій області настав мир. У 1411 році Аппенцелль підписав оборонний договір з усією Швейцарською Конфедерацією (крім Берна), який зміцнив їх незалежність від абата, приєднавшись до Конфедерації як «асоційований член» (вона не стане повноправним членом до 1513 року).

## Висновок
Наступні роки Аппенцелль відмовився платити податки, які вони повинні були абатству Св. Галла. У 1421 році Конфедерація підтримала абата в питанні цих податків, і на Аппенцелль було накладено численні імперські заборони, щоб спробувати змусити їх платити. Коли вони не досягли успіху, у 1426 році на них було оголошено інтердикт, Фрідріх VII (граф Тоггенбурга), за підтримки Ордена Щита Святого Георгія ввійшов до Аппенцелля. 2 грудня 1428 року вони зіткнулися з армією Аппенцелля та розгромили її за важким укріпленням (відомим як летці) на полі між Госсау та Герізау. Після битви в 1429 році Аппенцелль був змушений повернути заборговані податки, але отримав звільнення від зобов'язань у майбутньому. Цей договір означав кінець останніх фінансових зв'язків Аппенцелля з абатством Санкт-Галль і рух до більш тісних відносин зі Швейцарською Конфедерацією.